# Чешский квартет

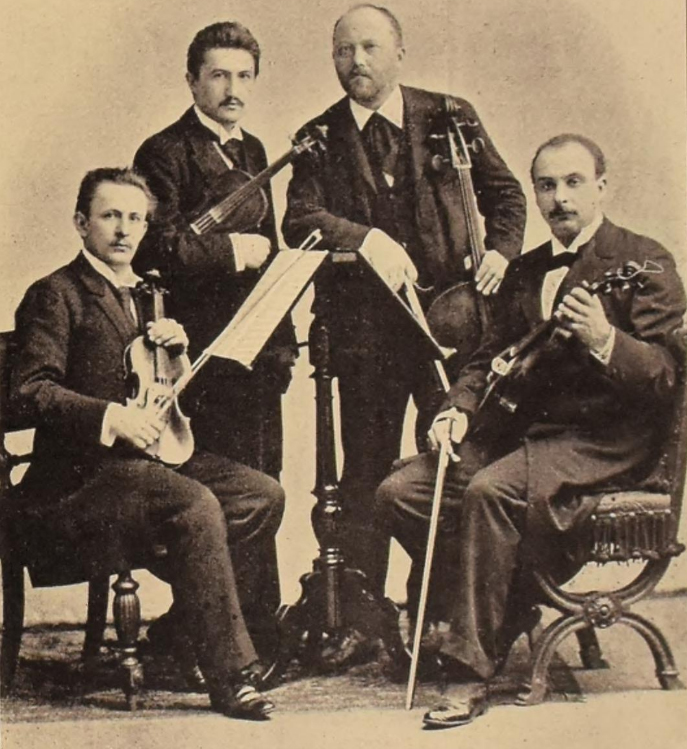
Чешский квартет, середина 1890-х гг.: Карел Гофман, Йозеф Сук, Гануш Виган, Оскар Недбал

Чешский квартет (чеш. České kvarteto) — один из ведущих европейских камерных ансамблей начала XX века.

## История
Квартет был основан четырьмя молодыми музыкантами, только что закончившими Пражскую консерваторию, и при первом выступлении 22 октября 1892 года так и назывался «Выпускники Пражской консерватории» (чеш. «Absolventi pražské konservatoře»); заметный успех выступления заставил участников подобрать более выигрышное название.
Квартет широко гастролировал по всей Европе (в том числе в 1895 г. в России), пропагандируя чешскую камерную музыку. Целый ряд значительных произведений, в том числе поздние квартеты Антонина Дворжака и Леоша Яначека, были написаны специально для Чешского квартета или исполнены им впервые. Близкие отношения сложились с Чешским квартетом и у Сергея Танеева, посвятившего музыкантам свой четвёртый квартет.
Чешский квартет прекратил своё существование в 1934 г. после смерти альтиста Иржи Геролда.

## Состав квартета
Первая скрипка:
- Карел Гофман

Вторая скрипка:
- Йозеф Сук (1891—1933)
- Станислав Новак (1933—1934)

Альт:
- Оскар Недбал (1891—1906)
- Лайонел Тертис (1906)
- Иржи Геролд (1906—1934)

Виолончель:
- Отто Бергер (1891—1894)
- Гануш Виган (1894—1914)
- Ладислав Зеленка (1914—1934)